# 山本健治
山本 健治（やまもと けんじ、1943年12月12日 - ）は、フリーライター、評論家、政治家。愛称はヤマケン。
地方議員時代には、高槻市議会議員を2期、大阪府議会議員を1期務めた。

## 来歴
大阪府守口市出身。吉本新喜劇所属の池乃めだかとは小学校時代の同級生である。1962年3月大阪府立清水谷高等学校を卒業し、同年4月立命館大学に入学する。大学時代には自治会委員長を務めていた。1966年4月、大阪読売広告社（読売新聞大阪本社の関連会社であり、読売広告社との関係はない）に入社。その後、村田製作所に勤務を経て1975年4月、大阪府高槻市議会議員に当選し、二期務める。1983年4月の統一地方選にて大阪府議会議員に当選し、一期務めた。議員時代はジーパン姿に自転車で選挙活動を行い、草の根派として自己調査にもとづく告発・追及を積極的に行った。1987年4月の統一地方選にも再選を目指して出馬したが落選し、再起をかけた1991年4月の統一地方選にも出馬したが議席復活とはならなかった。
その後はフリーのライターに転じ、経済雑誌等に記事の発表や単行本を出版している。取材を通じて「掃除を学ぶ会」のメンバーと出会い、掃除の大切さを知り、毎朝事務所近くの駅前広場周辺の掃除を10年余にわたって行っている。また、関西各地の学校に赴き、素手でトイレ掃除を行う活動を行っている。また、ワイドショー番組のコメンテーターとして社会問題について批評を行っており、その辛口なコメントはヤマケン節と呼ばれている。
また、中央会経営教育センター顧問の現場再生に関するコンサルティングや社会福祉法人・四季の会（高槻梶原ピッコロ保育園）理事も務める。

## 出演

### 現在
ラジオ
- 坪井&ヤマケンの新・世直しのツボ（ラジオ大阪）

### 過去
テレビ
- おはようコールABC（朝日放送）1995年10月 - 2010年3月15日
- おはようコール早版（朝日放送）2003年 - 2005年
- ムーブ!（朝日放送）2004年10月 - 2009年3月※隔週木曜の「関西オンリーワン企業」担当。
- ぶったま!（関西テレビ）2005年4月 - 2009年9月
- 2時ワクッ!（関西テレビ）2004年3月 - 2005年12月
- ガツン!（テレビ大阪）2008年4月6日 - 2008年6月22日

## 著書

### 単著
- 『インサイド・レポート - 笑説「地方政治と自治」』楽志社、1983年
- 『プライバシー侵害 - 「保護法」で私たちは守られるか』柘植書房、1988年 ISBN 4806802255
- 『年表・子どもの事件』柘植書房,1989年 ISBN 480680195X
- 『大阪府警はあきまへん - ナニワ・ポリスはメチャ・ポリス』第三書館、1990年 ISBN 4807490060
- 『政治家・公務員の犯罪と事件 1945 - 1992 - ヤミ市から共和・佐川疑獄まで』第三書館、1992年 ISBN 4807492071
- 『掃除が変える 会社が活きる - 大経営者はなぜ掃除から始めたのか』日本実業出版社、1995年 ISBN 4534022956
- 『三十一文字に学ぶビジネスの人生と極意』AG出版、1997年 ISBN 4900874094
- 『大阪府警はあきまへん - ナニワ・ポリスはメチャ・ポリス（増補新版）』第三書館、1997年 ISBN 4807497251
- 『すべての一歩は掃除から - 企業・学校・家庭を甦らせる「脚下からの哲学」』日本実業出版社、1998年 ISBN 4534028407
- 『たかが掃除と言うなかれ - 優良企業が凡事を徹底する理由』日本実業出版社、1996年 ISBN 4534025122
- 『現代語 地獄めぐり -『正法念処経』の小地獄128案内 』三五館、2003年 ISBN 4883202674
- 『名創業者列伝 - 挫折と成功の軌跡』経林書房、2005年 ISBN 4767311233
- 『ホウキとヤルキ - 掃除にドラマあり』三五館、2005年 ISBN 4883203336
- 『橋下徹論 - とんでもない、とほうもない、とてつもない』第三書館、2012年 ISBN 9784807412020
- 『戦後70年労働災害と職業病の年表』第三書館、2015年 ISBN 9784807415359
- 『便所掃除はお金を払ってでもさせてもらいなさい』三五館、2017年 ISBN 978-4883206995

### 共著
- 小田実『「虚業」の大阪が「虚像」の日本をつくった』経林書房、1988年 ISBN 4767303079
- 鈴木祥蔵『「子どもの権利条約」を読む』柘植書房、1993年 ISBN 9784806803225
- 古畑友三『「ヤル気のない幹部は辞めろ!」一人を活かす・会社を伸ばす「5ケン主義」』 中央会経営教育センター / 経林書房、1996年 ISBN 9784767305684
- 古畑友三『社長の机を現場に移せ! - 企業再生の鍵は現場にあり』日本実業出版社、1998年 ISBN 9784534027368
- 植村振作、高槻市民自主講座 (編集)『市民運動の時代です—市民が主役の21世紀』第三書館、2001年 ISBN 4807401017
- 竹内真理子『これでも議員ですか—不正乱脈視察追及 市民運動と訴訟の中間報告』第三書館、2001年 ISBN 4807401149
- 中島岳志ほか 『ハシズムは沈むか 「橋下維新」のウラは何? 』第三書館、2012年 ISBN 9784807412013
- 小沢信男、日野百草、重信房子、藤田真利子、天野恵一、松田ひろむ、高橋武智、鹿島正裕ほか 『天皇制と共和制の狭間で』第三書館、2018年 ISBN 9784807418084